# Netelia latro
Netelia latro là một loài tò vò trong họ Ichneumonidae.